# Bicyclus howarthi
Bicyclus howarthi är en fjärilsart som beskrevs av Condamin 1963. Bicyclus howarthi ingår i släktet Bicyclus och familjen praktfjärilar. Inga underarter finns listade i Catalogue of Life.